# Center (Nebraska)
Center – wieś w Stanach Zjednoczonych, w stanie Nebraska, w hrabstwie Knox.